# 乔治·萨尼亚克
乔治·萨尼亚克（法語發音：[ʒɔʁʒ saɲak]；1869年10月14日—1928年2月26日）是一位法国物理学家，其代表贡献是作为干涉测量术和激光陀螺仪基础的萨尼亚克效应。

## 生平
萨尼亚克出生于法国佩里格。1889年，萨尼亚克入读巴黎高等師範學院。在巴黎大学担任实验室助理期间，他随威廉·伦琴一同研究X射线，是法国最早涉足此领域的研究者之一。萨尼亚克与皮埃尔·居里、玛丽·居里、保羅·朗之萬等物理学家，以及数学家埃米尔·博雷尔等人关系良好。玛丽·居里曾说，她和她的丈夫皮埃尔在放射性刚被发现的时期，与萨尼亚克交换过意见。1928年，萨尼亚克在默东去世。

## 萨尼亚克效应

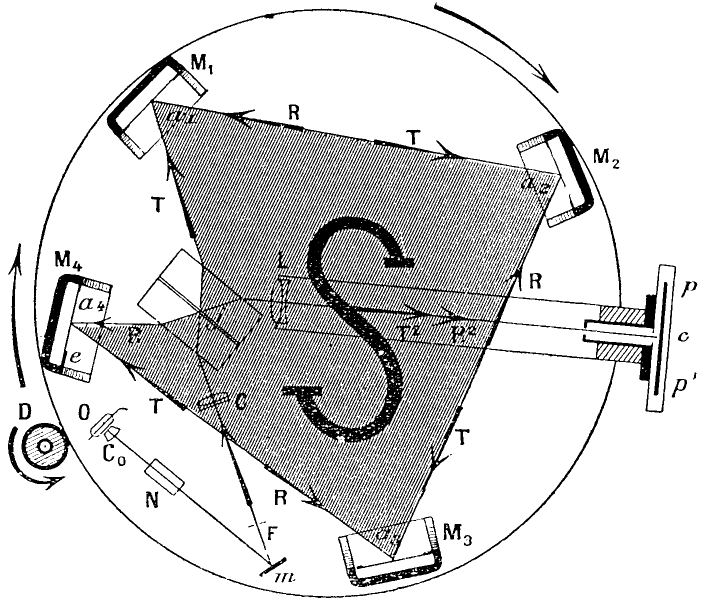
1913年萨尼亚克的论文中展示的放置在旋转平台上的干涉仪

1899年，萨尼亚克提出有关静止以太存在的理论，并尝试以此理论解释斐索實驗的结果。1910年，他设计出一个置于旋转平台上的干涉仪。1913年，萨尼亚克发表了实验结果，他发现平台以不同角速度旋转时，两束以不同方向绕平台行进的光产生的干涉条纹会发生移动。这一效应就称为萨尼亚克效应。萨尼亚克认为，光在一种介质（也就是以太）中传播。由于这种介质的存在，在实验室参考系中测量得到的光速，与在旋转平台的参考系中测得的光速存在差异。而实验中测得的条纹移动量与该理论预言的量相符。由此，萨尼亚克认为实验证明了以太的存在。
虽然萨尼亚克对实验现象的阐释在后来被证明并不正确，但萨尼亚克效应极大地推动了定位技术的发展。以萨尼亚克效应测量角速度的激光陀螺仪广泛地用于飞机、船舶和航天器中的定向装置中。相比带有旋转部件的传统陀螺仪，激光陀螺仪更小更轻，也克服了摩擦带来的漂移问题。

## 拓展阅读
- Laue, Max von. . Münchener Sitzungsberichte. 1911: 405–412.
- Sagnac, Georges. . Comptes Rendus. 1913, 157: 708–710.
- Sagnac, Georges. . Comptes Rendus. 1913, 157: 1410–1413.
- Paul Langevin, Sur la théorie de la relativité et l'expérience de Georges Sagnac (1921)
- Paul Langevin, Sur l'expérience de Georges Sagnac (1937)
- Pauli, Wolfgang. . New York: Dover. 1981. ISBN 0-486-64152-X.